# Xã Coldwater, Quận Cross, Arkansas
Xã Coldwater (tiếng Anh: Coldwater Township) là một xã thuộc quận Cross, tiểu bang Arkansas, Hoa Kỳ. Năm 2010, dân số của xã này là 376 người.